# 蔣三益
蔣三益（1526年—？年），字子謙，四川成都前衛官籍，陝西咸寧縣人，明朝政治人物。

## 生平
嘉靖三十一年壬子科四川鄉試舉人，嘉靖三十八年（1559年）己未科會試中式第一百二十二名，第三甲第九十九名進士。歷官南京工部郎中。

## 家族
曾祖蔣鑑，祖蔣弼，父蔣芹，母曹氏。慈侍下，妻戴氏，兄鵬（千戶）；蒋三近（貢士、進士）；三省，弟三畏；三餘；三祝；三樂。